# Edukacja w Gorzowie Wielkopolskim
W Gorzowie Wielkopolskim znajduje się 50 publicznych placówek oświatowych oraz 3 uczelnie.

## Szkoły podstawowe

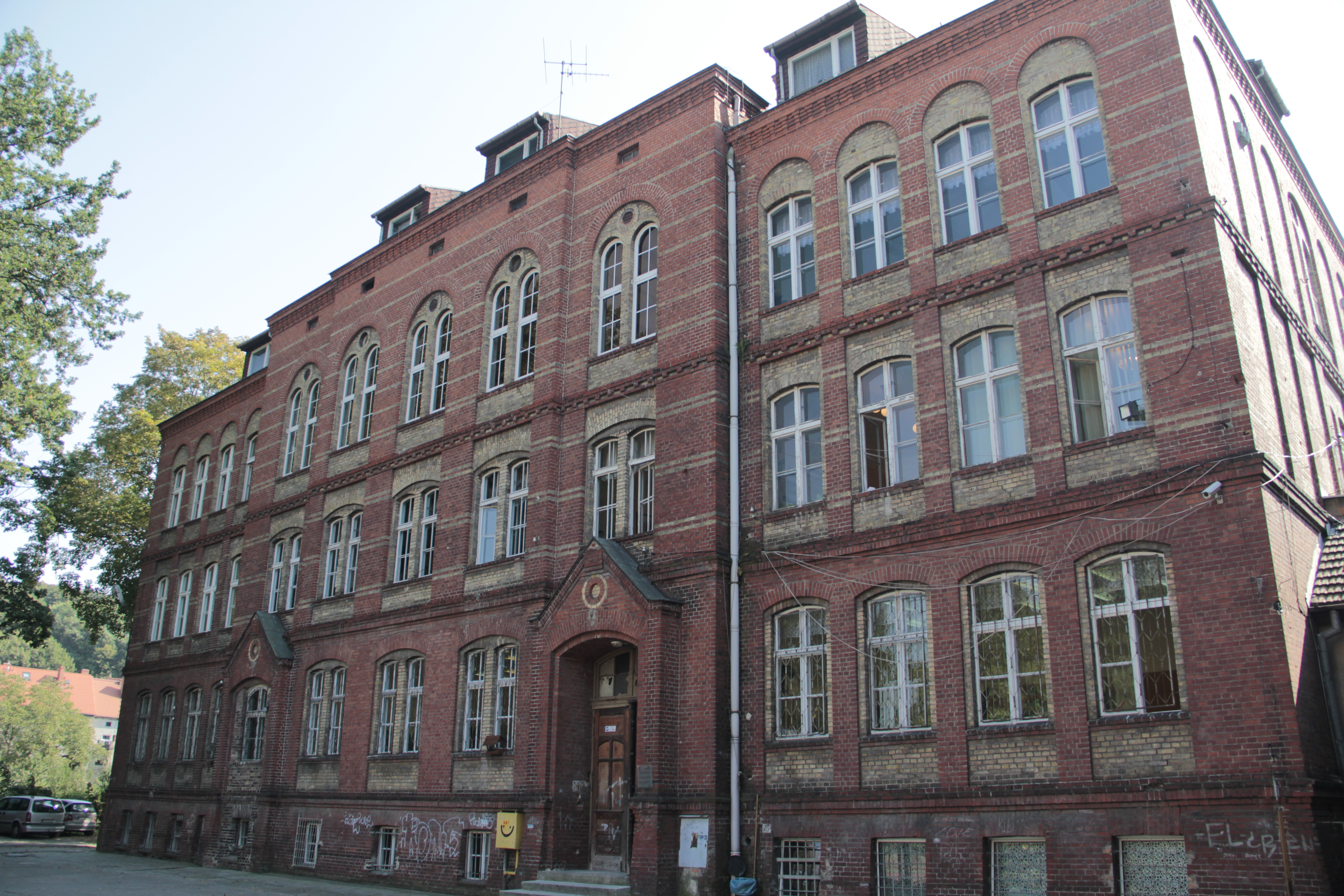
Szkoła Podstawowa nr 1 im. Marii Konopnickiej

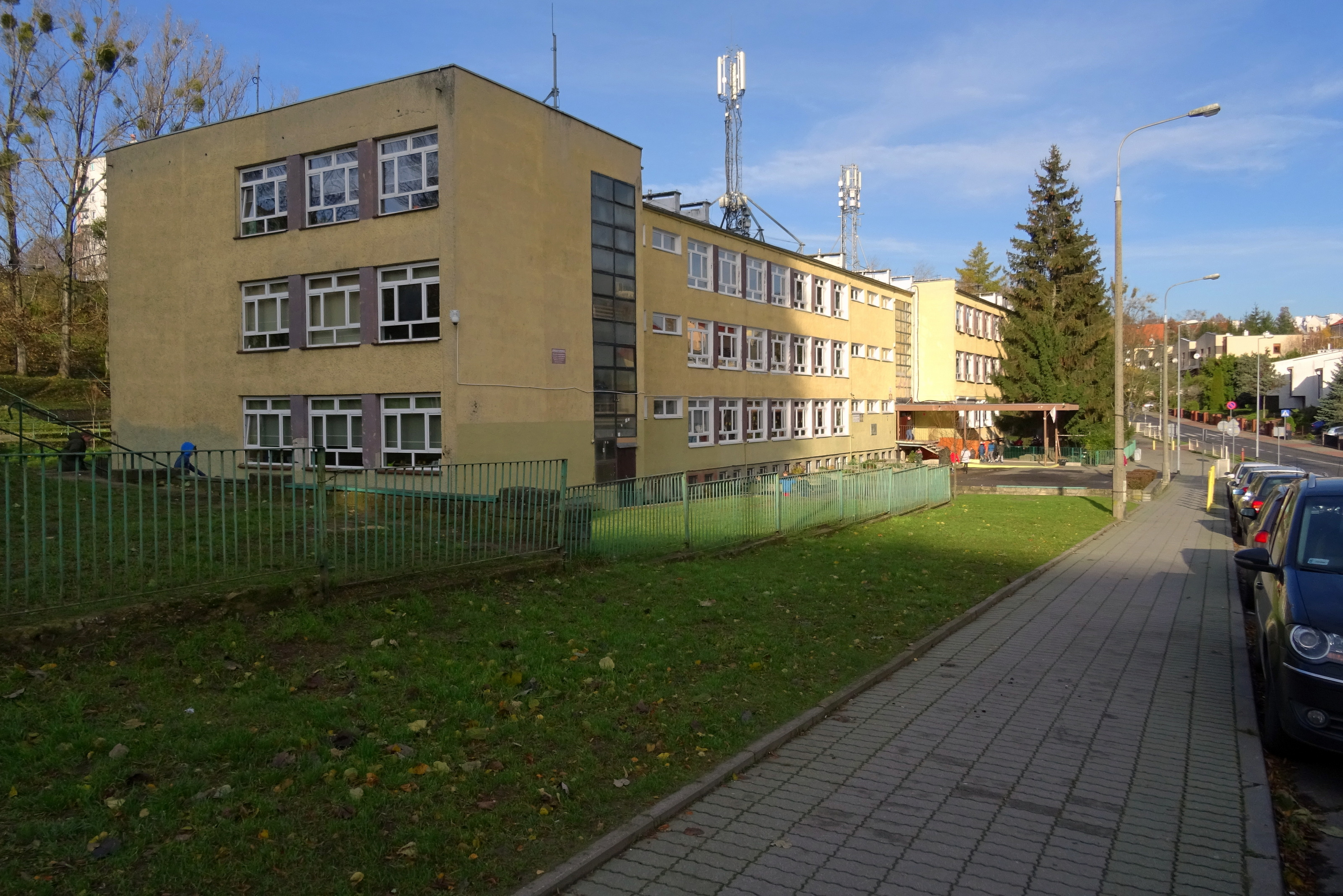
Szkoła Podstawowa nr 9 im. Jana Kochanowskiego

- Szkoła Podstawowa nr 1 im. Marii Konopnickiej przy ul. Dąbrowskiego 23
- Szkoła Podstawowa nr 2 im. Szarych Szeregów przy ul. Zamenhofa 2a
- Szkoła Podstawowa nr 3 przy ul. Stanisławskiego 2
- Szkoła Podstawowa nr 4 im. Henryka Sienkiewicza przy ul. Kobylogórskiej 110
- Szkoła Podstawowa nr 5 im. Bohaterów 12 Kołobrzeskiego Pułku Piechoty przy al. Konstytucji 3 Maja 44
- Szkoła Podstawowa nr 6 im. Władysława Broniewskiego przy ul. Gwiaździstej 14
- Szkoła Podstawowa nr 7 przy ul. Estkowskiego 3
- Szkoła Podstawowa nr 9 im. Jana Kochanowskiego przy ul. Nowej 7
- Szkoła Podstawowa nr 10 im. Tadeusza Kościuszki przy ul. Towarowej 21
- Szkoła Podstawowa nr 11 im. Krzysztofa Kamila Baczyńskiego przy ul. Stanisławskiego 2
- Szkoła Podstawowa nr 12 im. Kornela Makuszyńskiego przy ul. Dobrej 16
- Szkoła Podstawowa nr 13 im. Arkadego Fiedlera przy ul. Szwoleżerów 2
- Szkoła Podstawowa Specjalna nr 14 im. Ambasadorów Praw Człowieka w Gorzowie Wielkopolskim przy ul. Mościckiego 3
- Szkoła Podstawowa nr 15 im. Wojska Polskiego przy ul. Kotsisa 1
- Szkoła Podstawowa nr 16 im. Józefa Piłsudskiego przy ul. Dunikowskiego 5
- Szkoła Podstawowa nr 17 im. Adama Mickiewicza przy ul. Warszawskiej 19
- Szkoła Podstawowa Specjalna nr 18 im. Karola Wojtyły przy ul. Dunikowskiego 5
- Szkoła Podstawowa nr 20 im. Bohaterów Westerplatte przy ul. Szarych Szeregów 7
- Szkoła Podstawowa nr 21 im. Orląt Lwowskich przy ul. Taczaka 1
- Szkoła Podstawowa dla dorosłych przy ul. Okrzei 42

## Szkoły ponadpodstawowe

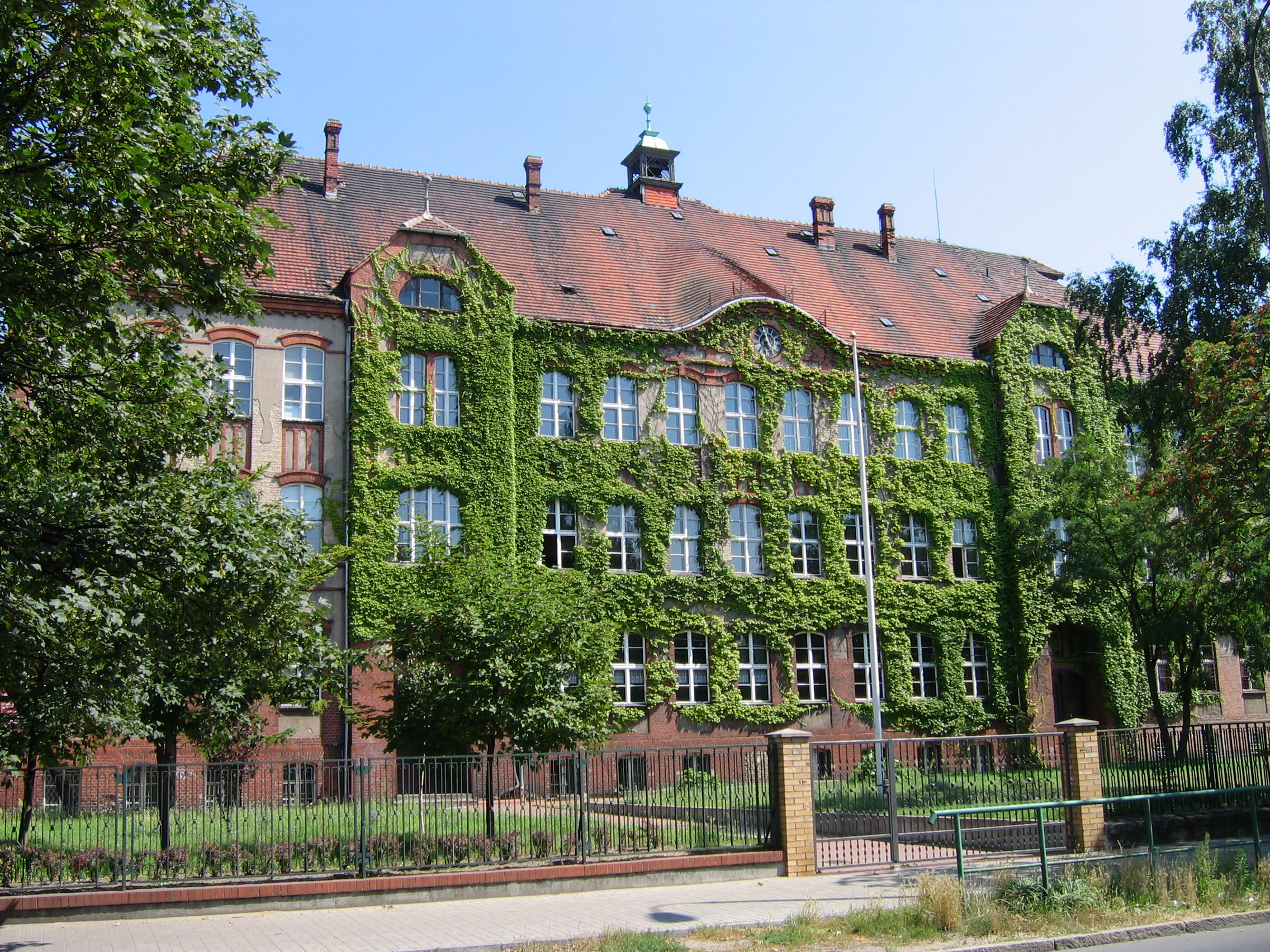
II Liceum Ogólnokształcące im. Marii Skłodowskiej-Curie

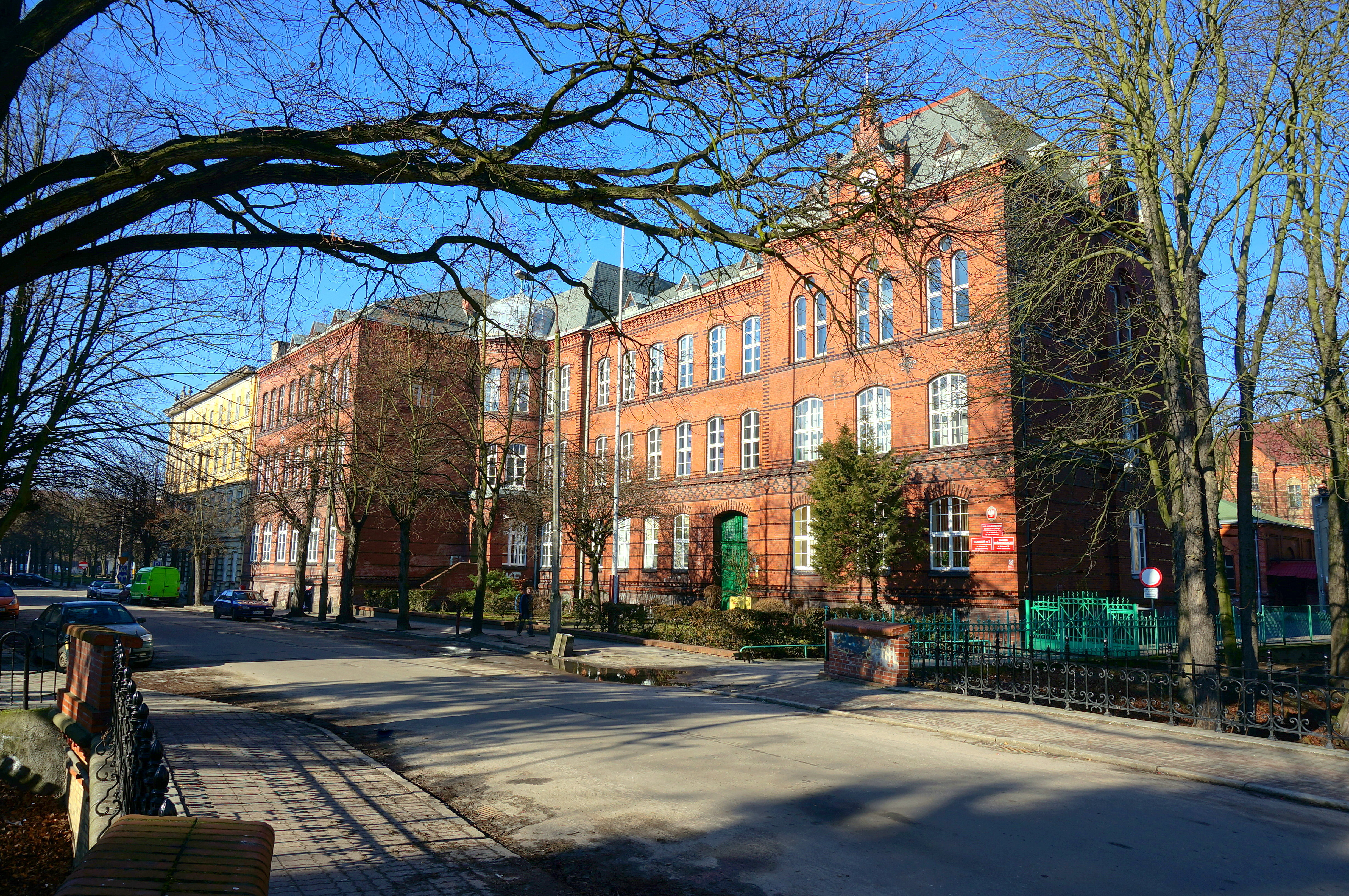
Zespół Szkół Ekonomicznych im. Stefana Starzyńskiego

- III Liceum im. Władysława Szafera przy ul. Estkowskiego 3
- IV Liceum im. Tadeusza Kotarbińskiego przy ul. Kosynierów Gdyńskich 8
- VII Liceum Mistrzostwa Sportowego przy ul. Stanisławskiego 2
- VIII Liceum im. Józefa Piłsudskiego przy ul. Dunikowskiego 5
- Akademickie Liceum Mistrzostwa Sportowego przy ul. Chopina 52
- Katolickie Liceum św. Tomasza z Akwinu przy ul. Drzymały 36
- Zespół Szkół Centrum Kształcenia Rolniczego przy ul. Poznańskiej 23
  - Technikum nr 9
  - Branżowa szkoła nr 9 (I stopnia)
- Zespół Szkół Ekonomicznych im. Stefana Starzyńskiego przy ul. 30 Stycznia 29
  - Technikum nr 2
- Zespół Szkół Elektrycznych im. mjr Henryka Sucharskiego przy ul. Dąbrowskiego 33
  - Technikum nr 7
  - Branżowa szkoła nr 7 (I stopnia)
- Zespół Szkół Gastronomicznych im. Febronii Gajewskiej-Karamać przy ul. Okólnej 35
  - Technikum nr 3
  - Branżowa szkoła nr 3 (I stopnia)
- Zespół Szkół Kreowania Wizerunku im. Krzysztofa Kieślowskiego przy ul. Śląskiej 64c
  - Technikum nr 4
  - Branżowa szkoła nr 4 (I stopnia)
- Zespół Szkół Ogólnokształcących nr 1 przy ul. Puszkina 31
  - I Liceum Ogólnokształcące im. Tadeusza Kościuszki
  - I Liceum dla dorosłych
- Zespół Szkół Ogólnokształcących nr 2 przy ul. Przemysłowej 22
  - II Liceum Ogólnokształcące im. Marii Skłodowskiej-Curie
  - II Liceum dla dorosłych
- Zespół Szkół Technicznych i Ogólnokształcących
  - VI Liceum
  - Technikum nr 6
- Zespół Szkół nr 14 im. Ambasadorów Praw Człowieka przy ul. Mościckiego 3
  - Branżowa szkoła specjalna (I stopnia)

### Centrum Edukacji Zawodowej i Biznesu
- Technikum nr 1 im. Mikołaja Kopernika
- Technikum nr 5 im. Zesłańców Sybiru
- Branżowa szkoła nr 1 (I stopnia)
- Branżowa szkoła nr 5 (I stopnia)
- Branżowa szkoła nr 1 (II stopnia)
- Szkoła policealna nr 6

## Szkoły artystyczne

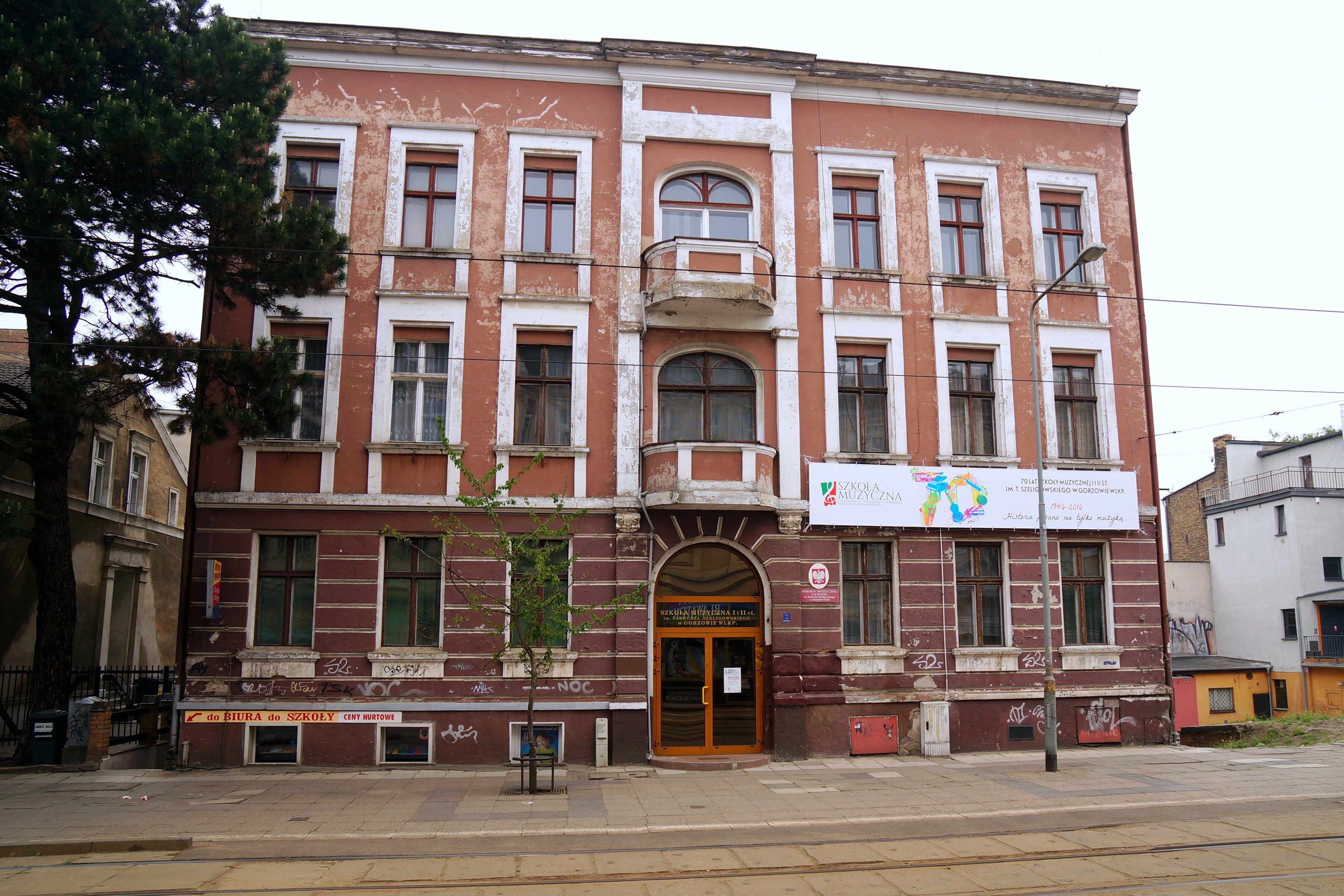
Państwowa Szkoła Muzyczna I i II stopnia im. Tadeusza Szeligowskiego

- Państwowe Liceum Sztuk Plastycznych przy ul. Warszawskiej 18
- Państwowa Szkoła Muzyczna I i II stopnia im. Tadeusza Szeligowskiego przy ul. Chrobrego 3
- Państwowa Szkoła Muzyczna I stopnia im. Władysława Jana Ciesielskiego przy ul. Teatralnej 8

## Szkoły policealne
- Medyczne Studium Zawodowe przy Dowgielewiczowej 5
  - Szkoła policealna nr 1 „Medyk”

## Uczelnie

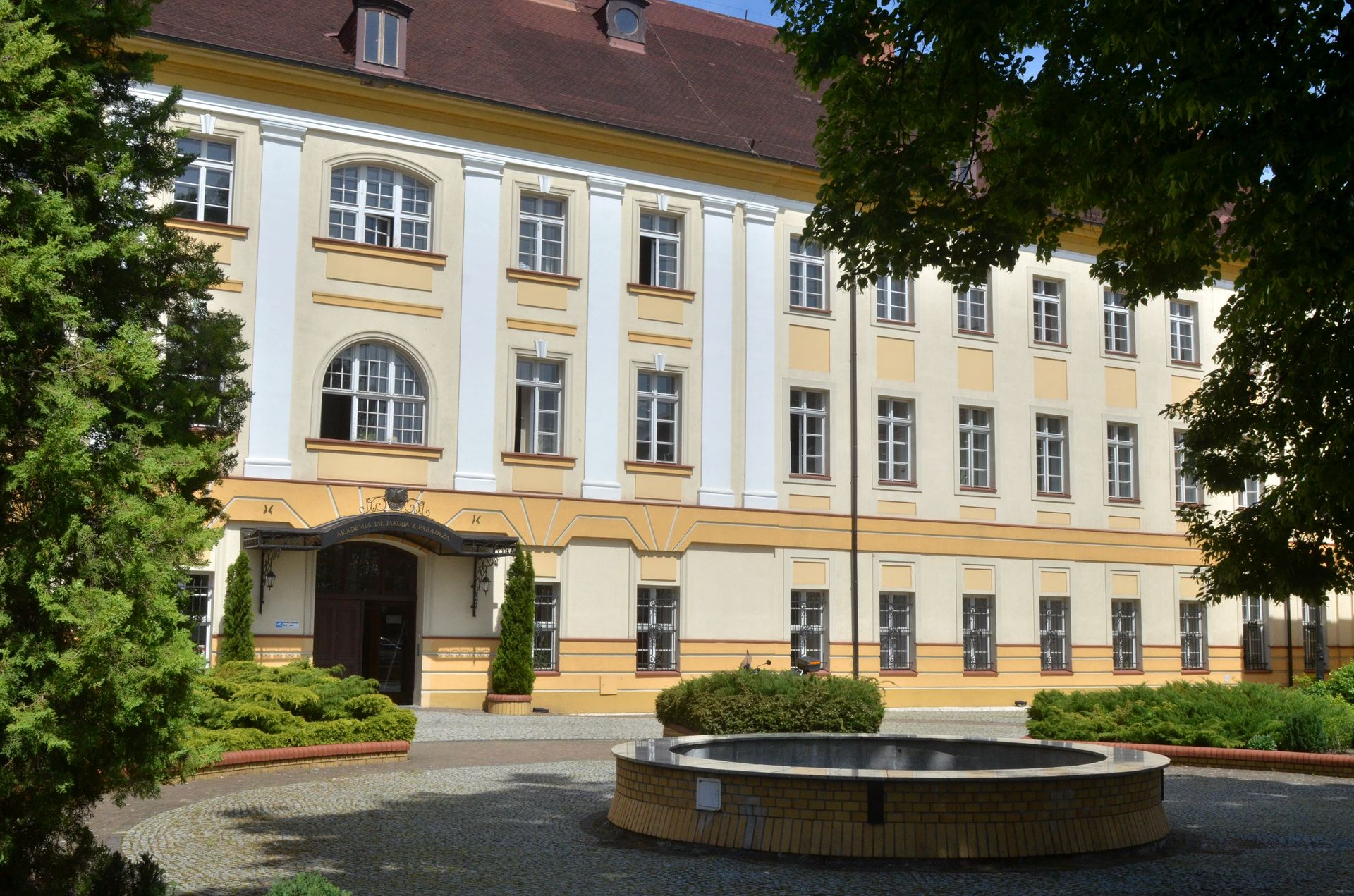
Akademia im. Jakuba z Paradyża

### Publiczne
- Akademia im. Jakuba z Paradyża
- Zamiejscowy Wydział Kultury Fizycznej

### Niepubliczne
- Wyższa Szkoła Biznesu

## Ogólnopolskie rankingi edukacyjne
W ogólnopolskim rankingu na rok 2024 wśród publicznych szkół podstawowych najwyżej sklasyfikowana została Szkoła Podstawowa nr 15 im. Wojska Polskiego: na 693. miejscu na 10 735 placówek, liceów – II Liceum Ogólnokształcące im. Marii Skłodowskiej-Curie w Zespóle Szkół Ogólnokształcących nr 2 (83. miejsce na 1 978 placówek), natomiast wśród techników – Technikum nr 2 w Zespole Szkół Ekonomicznych im. Stefana Starzyńskiego (286. miejsce na 1 499 placówek).